# Садвокасов, Джанайдар Садвокасович
Джанайда́р Садвока́сович Садвока́сов (каз. Жанайдар Садуақасұлы Садуақасов; 1898, к. Сары-Су, Пржевальский уезд, Семиреченская область, Российская империя — 25 февраля 1938, Алма-Ата, Казахская ССР, СССР) — советский казахский государственный и партийный деятель. Первый секретарь Алма-Атинского обкома КП(б) Казахстана (1937).

## Биография
Родился в 1898 году в кочевье Сары-Су Пржевальского уезда Семиреченской области Российской империи (ныне село Тогускен Жанааркинский район Карагандинской области Казахстана), в крестьянской семье скотовода-бедняка. Казах.

### Образование
В сентябре 1913 - мае 1915 - ученик приходского училища в Акмолинске, в сентябре 1915 - мае 1916 - ученик высшего начального училища в Акмолинске, окончил один класс. С сентября 1917 по 1919 учился в гимназии Чумакина в городе Омске, окончил шесть классов гимназии.

### Трудовая деятельность
В 1919 году руководил подпольной организацией Демократического Совета казахской молодежи (Омск). В 1920 году вступил в РКП(б).
- 1920—1922 в Акмолинском уездном комитете ВКП(б);
- 1922—1924 ответственный секретарь ЦИК КАССР;
- 1923—1924 председатель Центральной комиссии при ЦИК по переводу делопроизводства на казахский язык;
- 1924—1925 председатель Адайского уездного ревкома;
- 1925—1926 заместитель наркома финансов КАССР;
- 1927—1928 председатель Сырдарьинского губисполкома;
- 17 января 1928 — апрель 1930 г. народный комиссар юстиции и прокурор республики.

С 1929 г. на ответственной партийной работе: зав. отделом культуры и агитации Казкрайкома ВКП(б), редактор газеты «Еңбекші қазақ», секретарь по транспорту, зав. советско-торговым отделом Казкрайкома ВКП(б) (1933-36). Первый заместитель Председателя СНК КазССР (1936—1937).
Делегат от Казахстана на XVII съезде коммунистической партии.
В 1937 году 1-й секретарь Алма-Атинского обкома и горкома КП(б) Казахстана. С 30 июля по 20 августа 1937 входил в состав особой тройки, созданной по приказу НКВД СССР от 30.07.1937 № 00447 и участвовал в сталинских репрессиях. 20 августа 1937 года был снят с должности 1-го секретаря. Исключен из ВКП(б) 19 сентября 1937 г. «как враг народа».
Арестован 17 сентября 1937 г. по обвинению в участии в националистической антипартийной группировке. Выездной сессией ВКВС СССР в Алма-Ате 25 февраля 1938 года приговорён к ВМН. Расстрелян в день приговора.
Реабилитирован 16 апреля 1957 г. ВКВС СССР.

## Семья
- Жена — Елизавета Александровна Садвакасова (урождённая ?), библиотекарь;
  - Сын — Рустембек Султанбекович Мангельдин[кирг.] (1935—1993), д.г.-м.н., профессор.